# AeroBratsk
AeroBratsk, właściwie "Aeroport Bratsk" Publiczna S.A. (ros. Публичное акционерное общество "Аэропорт Братск") – rosyjskie linie lotnicze z siedzibą w porcie lotniczym Brack, realizujące lokalne połączenia lotnicze. 

## Flota
| Model  | Ilość | Zamówienia |
| ------ | ----- | ---------- |
| Jak-40 | 4     | 0          |
| Mi-8T  | 6     | 0          |
| Mi-8   | 1     | 0          |